# Astragalus hesiensis
Astragalus hesiensis es una especie de planta del género Astragalus, de la familia de las leguminosas, orden Fabales.

## Distribución
Astragalus hesiensis se distribuye por China.

## Taxonomía
Fue descrita científicamente por N. Ulziykhutag. Fue publicada en Novosti Sist. Vyssh. Rast. 33: 142 (2001).